# Liste der Denkmäler des Deutsch-Französischen Krieges in Hamburg
Diese Liste gibt einen Überblick über Denkmäler in Hamburg, die sich schwerpunktmäßig der Geschichte des Deutsch-Französischen Krieges von 1870/1871 widmen.

## Liste
| Bild            | Stadtteil              | Lage | Beschreibung |
| --------------- | ---------------------- | --- | --- |
|                 | Hamburg-Altengamme     | Hamburg-Altengamme, Kirchenstegel bei Nr. 11, nahe dem Friedhofseingang 53° 25′ 43,9″ N, 10° 16′ 10,2″ O           | Das Denkmal steht unter Denkmalschutz |
| Weitere Bilder  | Hamburg-Altona         | Altona-Altstadt, bei der Friedenseiche 53° 33′ 15,4″ N, 9° 56′ 26,7″ O                                             | Auf einer Grünanlage steht die Friedenseiche. Ein Gedenkstein nennt die Jahreszahl 1870/71. |
|                 | Hamburg-Altona         | St.-Pauli-Kirche (Hamburg-Altona-Altstadt) 53° 32′ 48,7″ N, 9° 57′ 23,4″ O                                         | Gedenktafel in der Kirche |
| Bild gesucht BW | Hamburg-Bergedorf      | Hamburg-Bergedorf, Grünanlage zwischen dem Reinbeker Weg und der Chrysanderstraße 53° 29′ 17,4″ N, 10° 12′ 56,7″ O | Obelisk aus schwarzem schwedischen Granit |
| Weitere Bilder  | Hamburg-Bergstedt      | Hamburg-Bergstedt, Rodenbeker Straße 53° 40′ 59,4″ N, 10° 7′ 3,4″ O                                                | Der Gedenkstein an der Rodenbeker Straße dient zur Erinnerung an die Schleswig-Holsteinische Erhebung und den Deutsch-Französischen-Krieg. Inschriften: 1848-50 und 1870-71. Er steht unter Denkmalschutz. |
|                 | Hamburg-Blankenese     | Hamburg-Blankenese, Blankeneser Bahnhofstraße Ecke Oesterleystraße 53° 33′ 38,8″ N, 9° 48′ 39,6″ O                 | Das Denkmal steht unter Denkmalschutz |
| Weitere Bilder  | Hamburg-Blankenese     | Hamburg-Blankenese, Probst-Paulsen-Straße 53° 33′ 39,1″ N, 9° 48′ 40″ O                                            | Auf einer kleinen Grünfläche steht die Friedenseiche. Ein Gedenkstein nennt die Jahreszahl 1870/71. Er steht unter Denkmalschutz.                                                                          |
| Weitere Bilder  | Hamburg-Curslack       | Hamburg-Curslack, Curslacker Deich 140 53° 26′ 56″ N, 10° 13′ 42,2″ O                                              | Die Gefallenengedenktafel befindet sich an dem früheren Schulgebäude Curslacker Deich 140. Es steht unter Denkmalschutz.                                                                                   |
| Weitere Bilder  | Hamburg-Groß Flottbek  | Hamburg-Groß Flottbek, Groß Flottbeker Straße o.Nr. 53° 33′ 50,3″ N, 9° 52′ 45,6″ O                                | Das Denkmal dient zur Erinnerung an die Schleswig-Holsteinische Erhebung und den Deutsch-Französischen-Krieg. Es steht unter Denkmalschutz.                                                                |
|                 | Hamburg-Harburg        | Hamburg-Harburg, Schwarzenbergpark 53° 27′ 51″ N, 9° 58′ 10″ O                                                     | Denkmal steht unter Denkmalschutz |
|                 | Hamburg-Kirchwerder    | | schmiedeeisernes Gitter mit gusseiserner Platte, daneben eine Sandsteinstele |
| Bild gesucht BW | Hamburg-Nienstedten    | Hamburg-Nienstedten, Nienstedtener Marktplatz 53° 33′ 8,9″ N, 9° 50′ 39,4″ O                                       | Friedenseiche mit Gedenkstein |
| Weitere Bilder  | Hamburg-Ochsenwerder   | Hamburg-Ochsenwerder, Alter Kirchdeich auf dem Friedhof 53° 28′ 33,9″ N, 10° 5′ 4,5″ O                             | Das Kriegerdenkmal steht unter Denkmalschutz. |
|                 | Hamburg-Ohlsdorf       | Hamburg-Blankenese, Deutsche Kriegsgräberstätte Hamburg-Ohlsdorf 53° 37′ 27,9″ N, 10° 3′ 35,7″ O                   | Grabstein für während des Deutsch-Französischen Kriegs in Hamburger Lazaretten gestorbene Soldaten. |
| Weitere Bilder  | Hamburg-Rahlstedt      | Altrahlstedt, Pfarrstraße 19 53° 35′ 47,9″ N, 10° 9′ 3,3″ O                                                        | Neben der Kirche Alt-Rahlstedt steht das Kriegerdenkmal. Es erinnert an die Gefallenen des Deutsch-Französischen Kriegs. Es steht unter Denkmalschutz.                                                     |
| Weitere Bilder  | Hamburg-Reitbrook      | Hamburg-Reitbrook, Kirchenheerweg nördlich von Nr. 10 53° 24′ 34,9″ N, 10° 11′ 30,7″ O                             | Das Kriegerdenkmal steht unter Denkmalschutz. |
| Weitere Bilder  | Hamburg-Rotherbaum     | Hamburg-Rotherbaum, Ecke Fontenay/Alsterufer 53° 33′ 53,7″ N, 9° 59′ 56,4″ O                                       | Für die Beschreibung des Denkmals siehe Kriegerdenkmal 1870/71 (Hamburg-Rotherbaum). Es steht unter Denkmalschutz.                                                                                         |
|                 | Hamburg-Sinstorf       | Hamburg-Sinstorf, Sinstorfer Kirchweg neben Nr. 20 53° 25′ 28,6″ N, 9° 58′ 28,5″ O                                 | Denkmal steht unter Denkmalschutz |
| Weitere Bilder  | Hamburg-Sülldorf       | Hamburg-Sülldorf, Sülldorfer Kirchenweg vor der Kirche 53° 34′ 46,5″ N, 9° 47′ 49,6″ O                             | Gedenkstein für den Gefallenen (1870) Franz Petersen, Hamburg-Sülldorf, der in der Schlacht bei Gravelotte starb. Der Stein stammt von seinen Kameraden des Infanterie-Regiments Nr. 85.                   |
| Weitere Bilder  | Hamburg-Wandsbek       | Hamburg-Wandsbek, Kirchhof der Christuskirche 53° 34′ 22,8″ N, 10° 4′ 18,1″ O                                      | |
| Weitere Bilder  | Hamburg-Wellingsbüttel | Hamburg-Wellingsbüttel, Wellingsbütteler Weg 53° 38′ 29,3″ N, 10° 4′ 51″ O                                         | Auf einer Straßenkreuzung steht die Friedenseiche, siehe Friedenseiche (Hamburg-Wellingsbüttel). |

## Ehemalige Denkmäler
| Bild           | Stadtteil      | Lage                                                     | Beschreibung                |
| -------------- | -------------- | -------------------------------------------------------- | --------------------------- |
| Weitere Bilder | Hamburg-Altona | Hamburg-Altona, Palmaille 53° 32′ 46,7″ N, 9° 56′ 7,4″ O | Siehe Siegessäule (Altona). |